# 628
Раннє Середньовіччя. Триває чума Юстиніана. У Східній Римській імперії продовжується правління Іраклія. Частина території Італії належить Візантії, на решті лежить Лангобардське королівство. Франкське королівство об'єдналося під правлінням Хлотара II. Іберію займає Вестготське королівство. В Англії триває період гептархії. Авари та слов'яни утвердилися на Балканах. Центр Аварського каганату лежить у Паннонії. У Моравії утворилася перша слов'янська держава Само.
У Китаї триває правління династії Тан. Індія роздроблена. В Японії триває період Ямато. У Персії править династія Сассанідів. Степову зону Азії та Східної Європи контролює Тюркський каганат, розділений на Східний та Західний. Розпочалося становлення ісламу.
На території лісостепової України в VII столітті виділяють пеньківську й празьку археологічні культури. У VII столітті продовжилося швидке розселення слов'ян. У Північному Причорномор'ї співіснують різні кочові племена, зокрема кутригури, утигури, сармати, булгари, алани, авари, тюрки.

## Події
- Візантійські війська, продовжуючи війну з персами, спустошили околиці Ктесифона. Їхні союзники тюрки взяли Тбілісі.
- 23 лютого повалено шаха Хосрова II, перську державу очолив Кавад II.
- 3 квітня перський цар Кавад II уклав мирний договір з Візантійською імперією, котрій вимушено повернув захоплені ним Вірменію, Месопотамію, Сирію, Палестину та Єгипет.
- Індійський математик Брамагупта написав трактат Брамаспутасіддханта, у якому визначив правила роботи з нулем.
- Худайбійський мирний договір.